# Orde van de Ster van de Volksrepubliek Hongarije
De Orde van de Ster van de Volksrepubliek Hongarije was een in 1984 door de Volksrepubliek Hongarije ingestelde socialistische orde. De orde had dan ook geen ridders, men was "drager" van deze orde die in drie vormen werd toegekend.
1. De Orde van de Ster van de Volksrepubliek Hongarije met krans (Hongaars: "Csillagrendje koszorúval")
2. De Orde van de Ster van de Volksrepubliek Hongarije met de Zwaarden (Hongaars: "Csillagrendje") kardokkal
3. De Orde van de Ster van de Volksrepubliek Hongarije (Hongaars: "Csillagrendje")

Het kleinood van de orde was een achtpuntige gouden ster met acht witte stralen en in het medaillon een afbeelding van de groen-wit-rode Hongaarse vlag.
Men droeg de in 1990 afgeschafte onderscheiding aan een driehoekig opgemaakt lint op de linkerborst. Het witte lint had de kleuren van de vlag als bies en drie gouden strepen in het midden. De zwaarden en de krans werden als een gouden versiering op het lint bevestigd.